# Хансен, Генрих
Генрих Хансен (дат. Heinrich Hansen; 23 ноября 1821[…], Хадерслев — 11 июля 1890[…] или 10 июля 1890, Фредериксберг) — датский архитектурный художник, мастер городских видов и художник-декоратор. 

## Биография
Родился в 1821 году в городе Хадерслев в семье красильщика, уроженца Фленсбурга. Подростком некоторое время работал подмастерьем у местного художника, а в 1842 году приехал в Копенгаген, где поступил в Королевскую академию художеств, чтобы учиться на художника-декоратора. Параллельно устроился на работу в Музей Торвальдсена, где помогал с оформлением интерьеров. В 1846 году был награждён серебряной академической медалью.
В 1847 году получил образовательный грант на продолжение обучения в Германии. В 1848 году  провел свою первую выставку (в основном акварелей), затем (в 1849 году) — выставку масляных картин. Выставка понравилась датской публике, а Хансен получил возможность совершить путешествие по Бельгии, Франции и Италии. По возвращении на родину, он ещё более упрочил свою репутацию картинами, созданными на основе путевых впечатлений, а одна из его работ была приобретена для датской Королевской коллекции.
Хансен был сначала ассистентом профессора, а затем — профессором перспективы и орнаментики в Датской академии художеств. В дальнейшем, продолжая преподавать, несколько сроков подряд занимал также должность вице-президента академии.
На протяжении многих лет Хансен работал над реставрацией и украшением интерьеров замков Розенборг, Кронборг и Фредериксборг, последний из которых пострадал от крупного пожара в 1859 году и нуждался в особенно масштабной реставрации. Он занимал должность главного художника одной из датских фарфоровых фабрик, и, параллельно с этим, проектировал мебель и столовое серебро.
Картины Хансена в основном представляют собой городские виды и интерьеры, чаще — исторические, реже — современные художнику, исполненные с дотошностью и мастерством.
В 1859 году стал кавалером ордена Даннеброг.
Скончался в 1890 году во Фредериксберге.

## Галерея

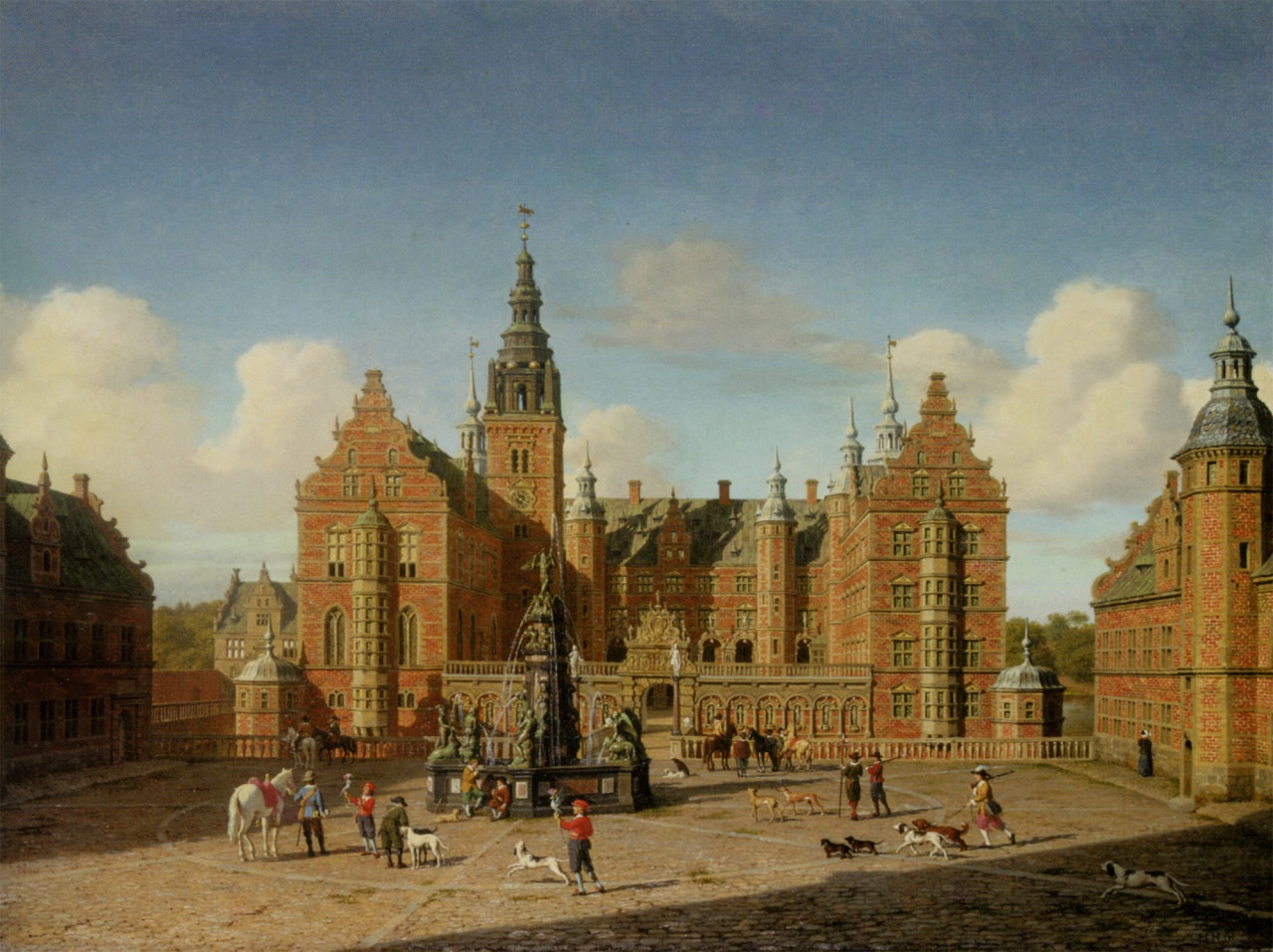
Замок Фредериксборг. Королевская соколиная охота.
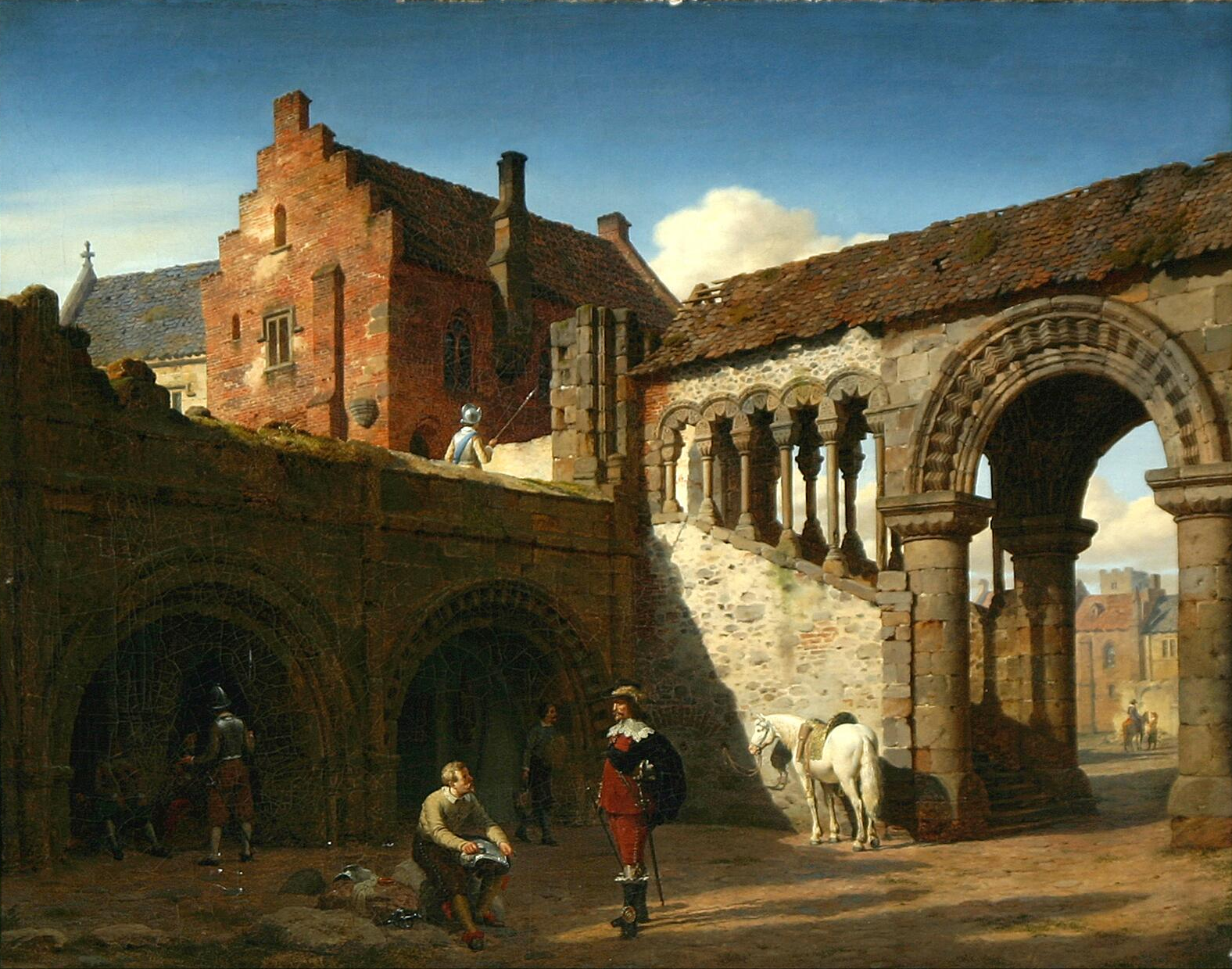
Король Дании Кристиан IV беседует с кузнецом
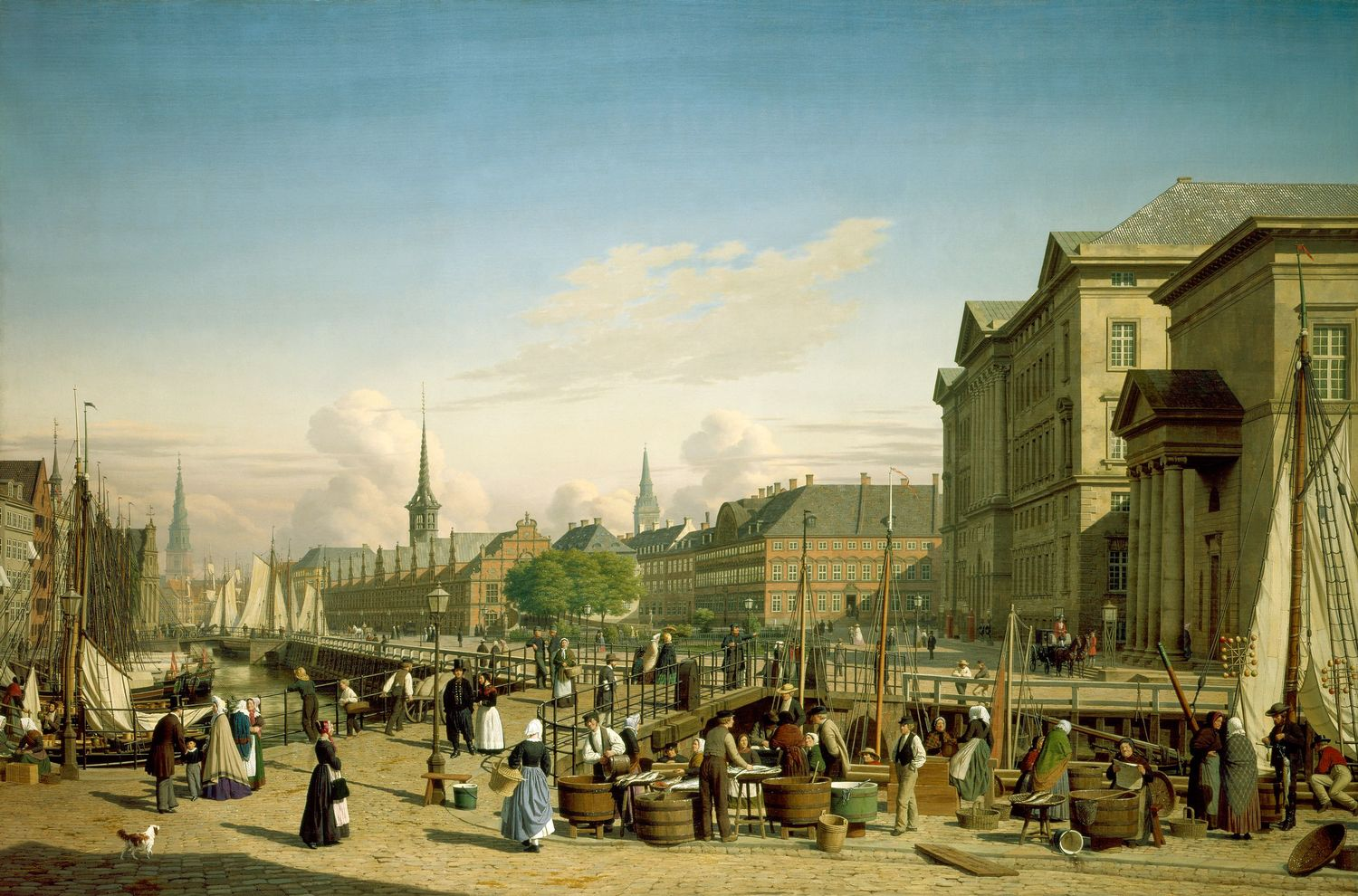
Вид на дворец Кристиансборг со стороны одной из площадей Копенгагена.
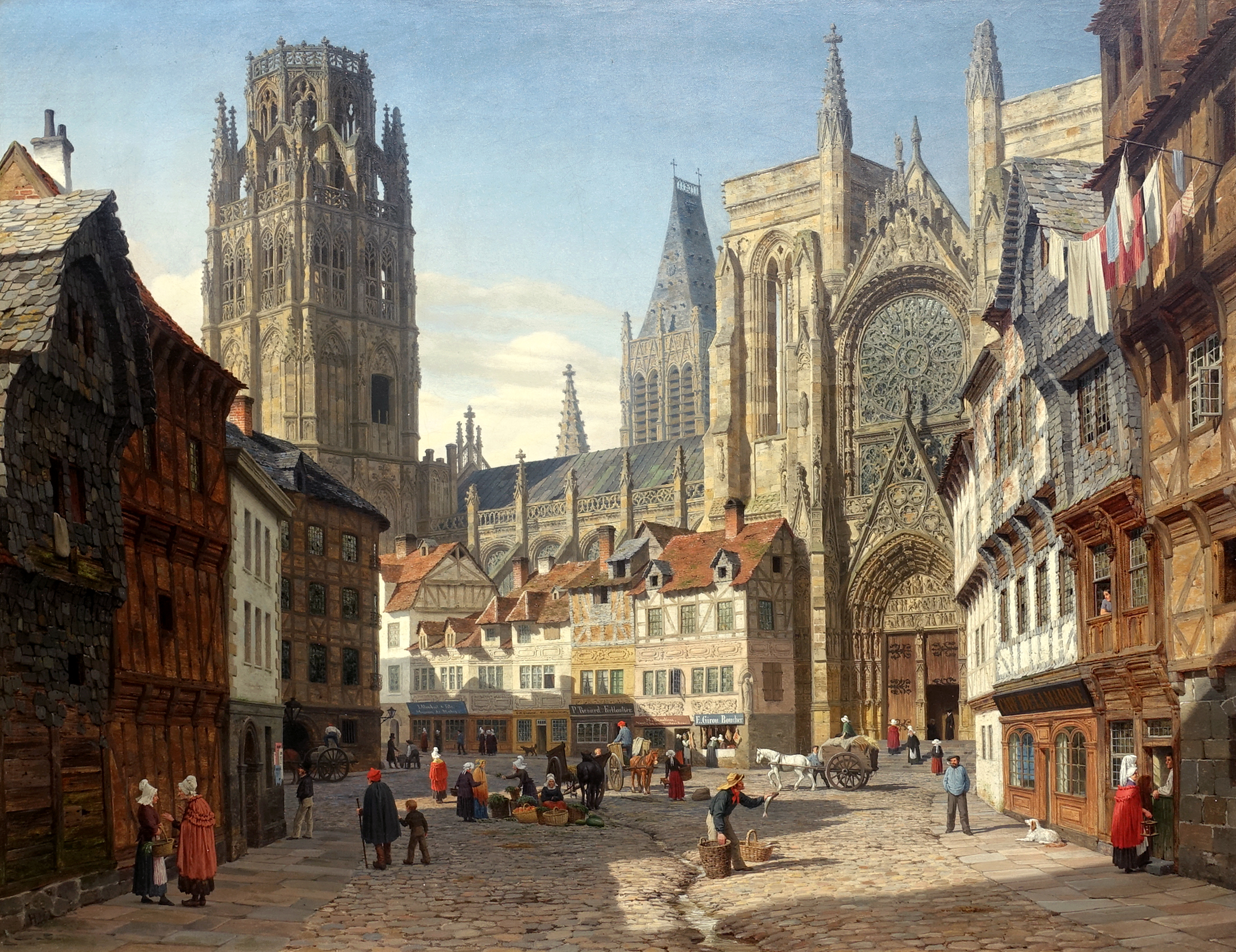
Руанский собор
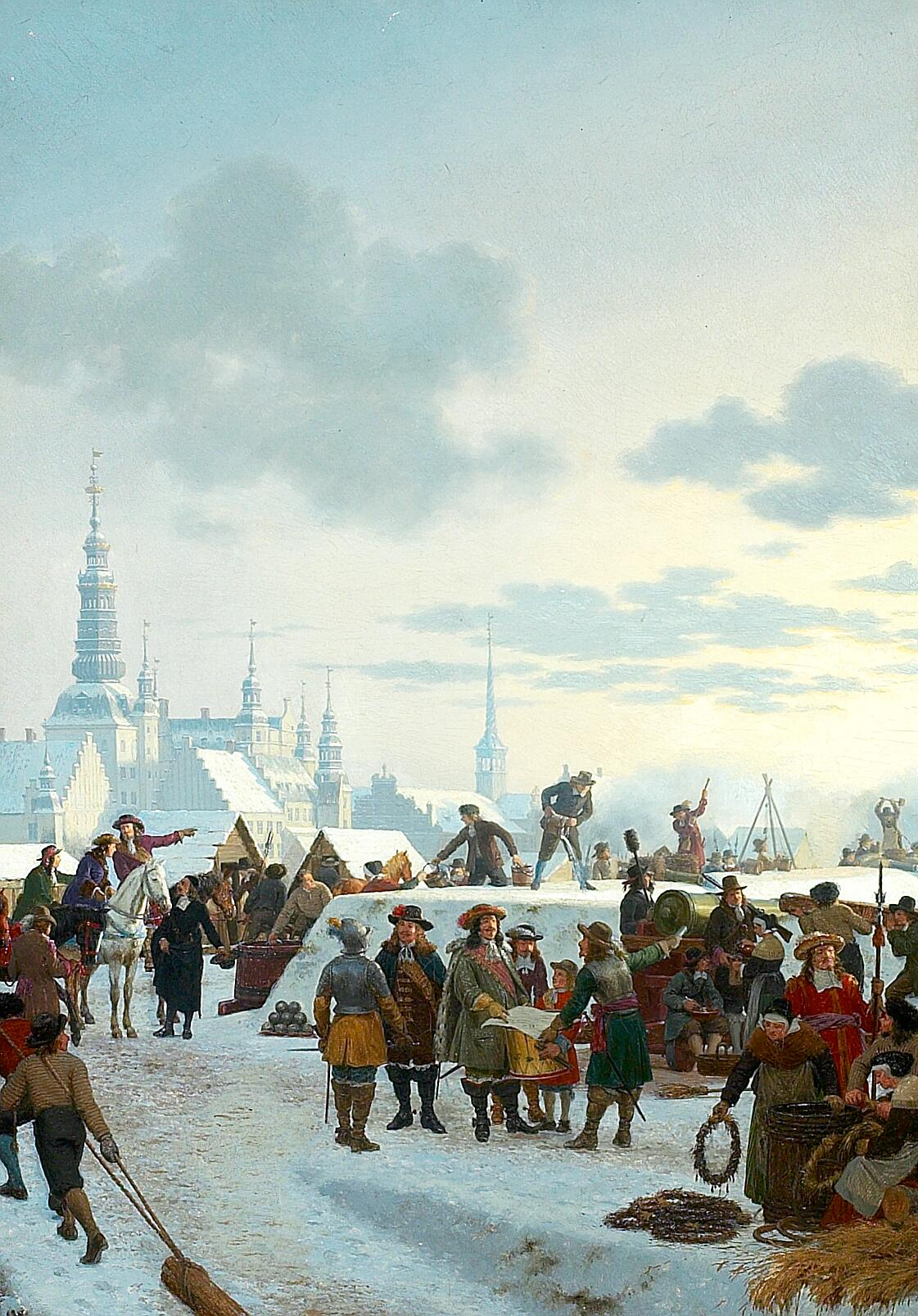
Король Дании Фредерик III во время обороны Копенгагена в 1658—1660 годах
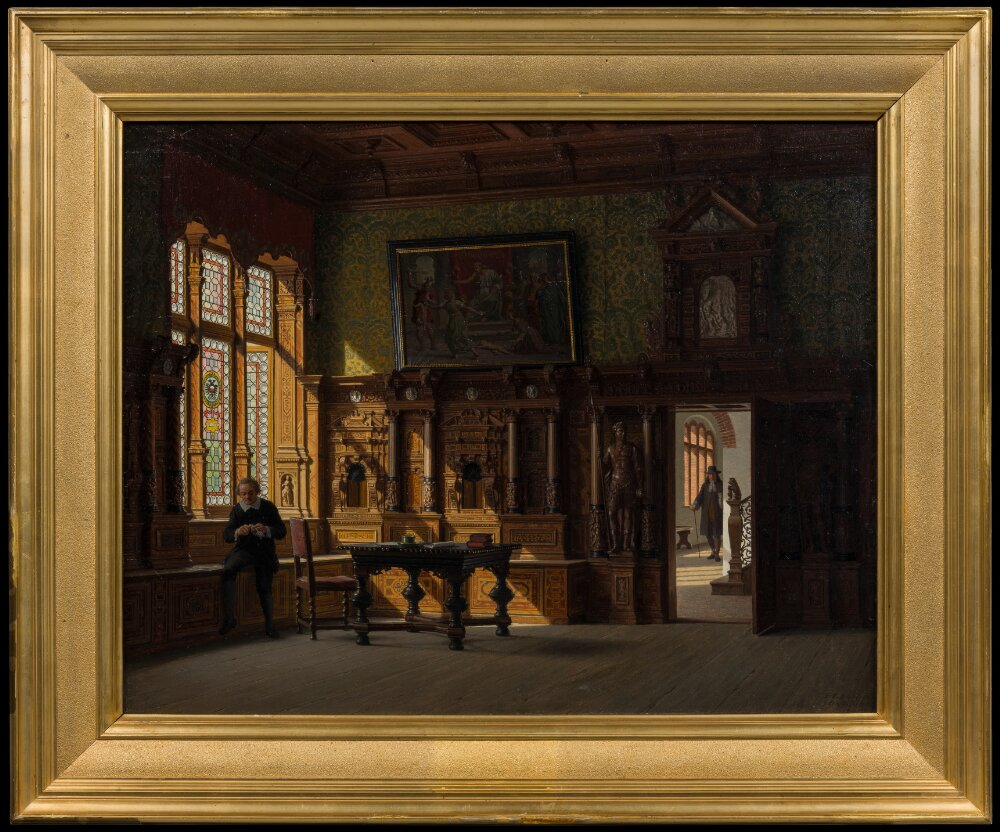
Интерьер городской ратуши Любека
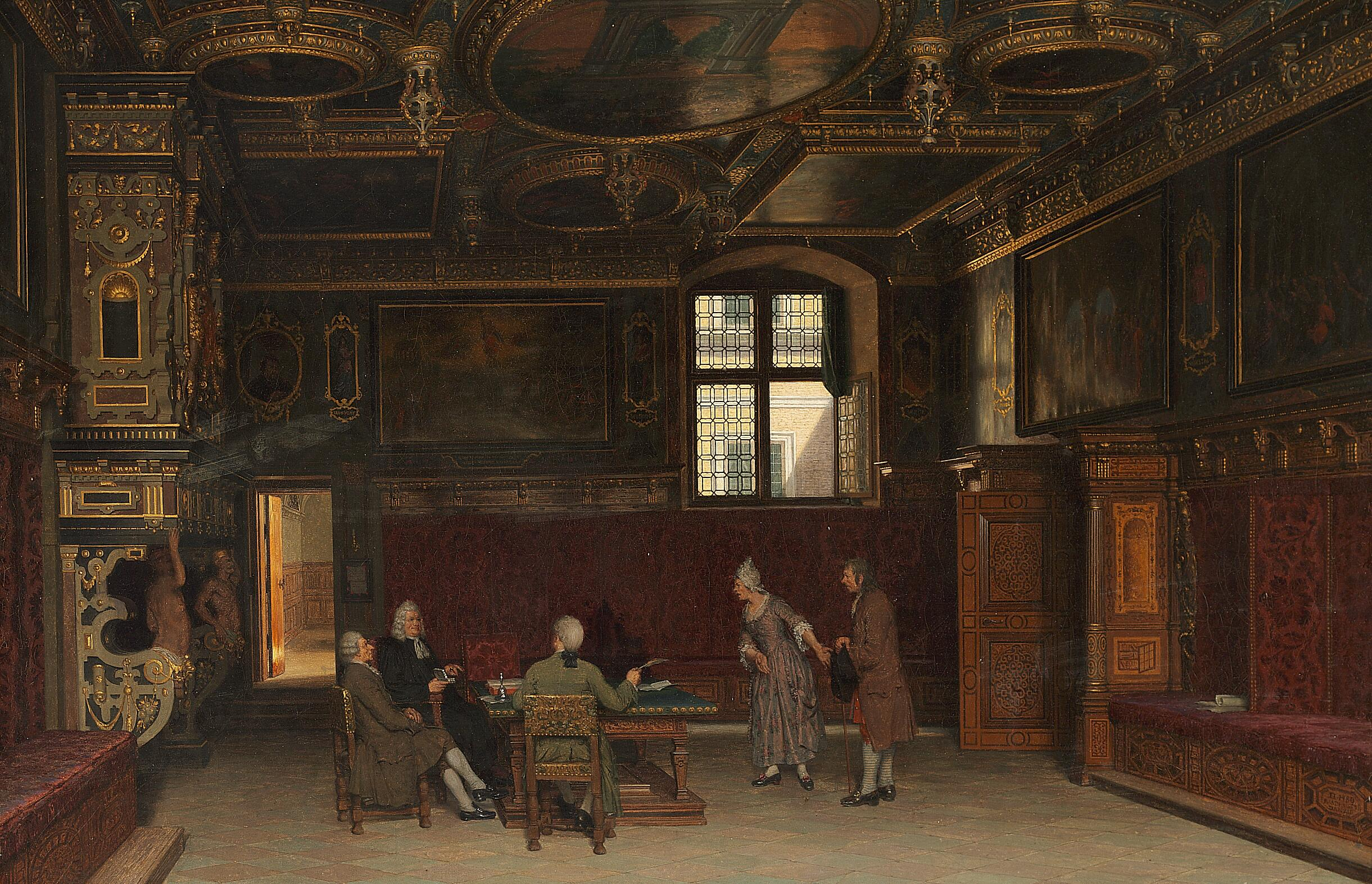
Интерьер городской ратуши Данцига
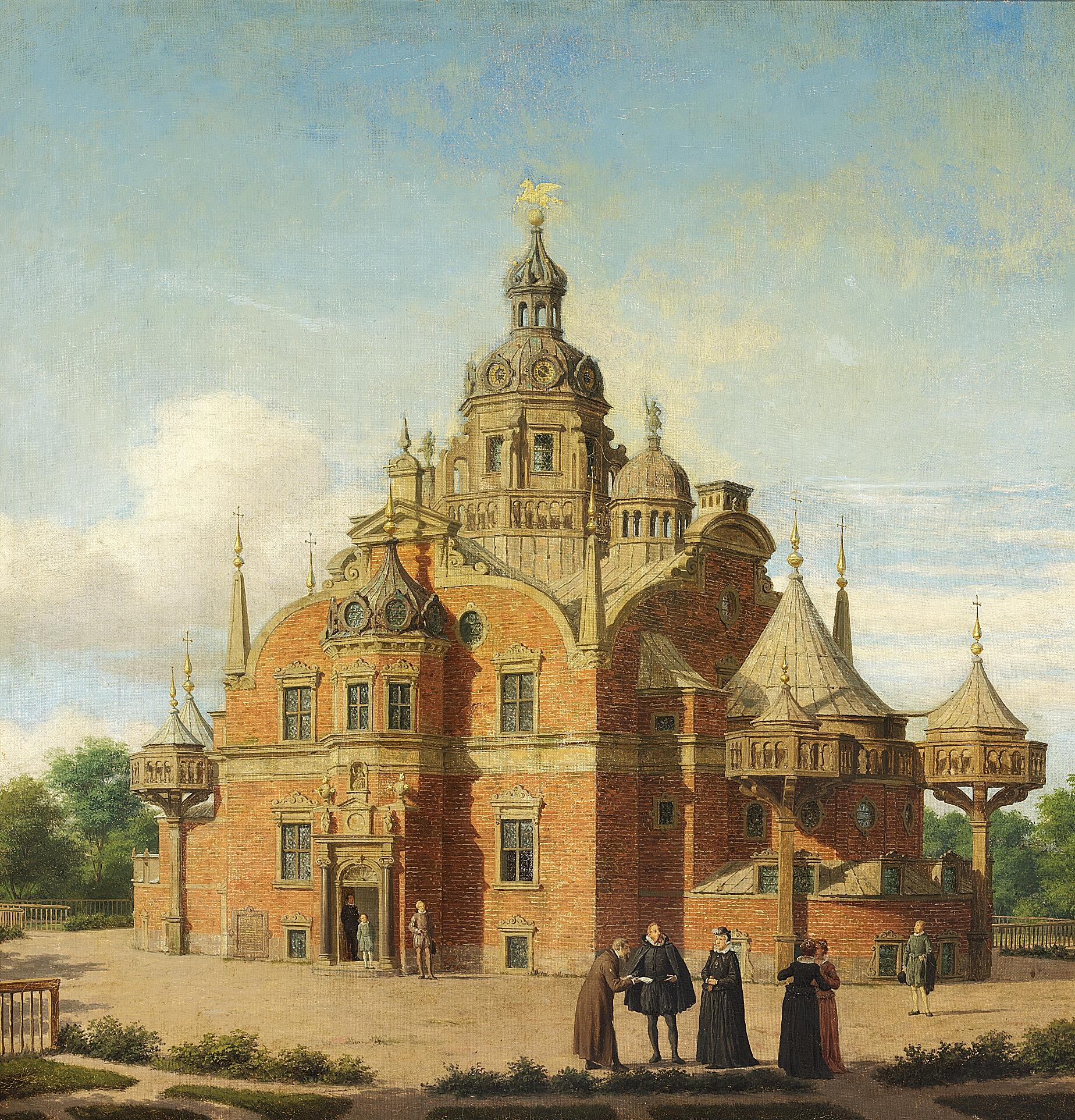
Ураниенборг во времена Тихо Браге